# Der Riegel
Der Riegel (neapolitanisches Original: Lo catenaccio) ist ein Märchen (AaTh 425 E). Es steht in Giambattista Basiles Sammlung Pentameron als neunte Erzählung des zweiten Tages (II,9). Felix Liebrecht übersetzte Das Hängeschloss.

## Inhalt
Die jüngste dreier armer Schwestern holt als einzige ihrer Mutter etwas Wasser vom Brunnen und begegnet dort einem schönen Sklaven, der sie in einem geheimen Palast verwöhnt. Mehrmals besucht sie ihre neidischen Schwestern, die raten ihr hinterlistig, den Schlaftrunk zu meiden. Da sieht sie nachts den Schönen neben sich, aber verrät sich und muss gehen. Von den Schwestern verstoßen, nimmt eine Hofdame die Schwangere auf, sie bekommt einen Sohn. Dem spricht nachts ein Jüngling ein Gedicht, der bei Hahnenschrei fort ist. Da lässt die Königin alle Hähne töten, erkennt ihren Sohn und umarmt ihn, womit sein Bann gelöst ist. Den Schwestern werden die Bosheiten heimgezahlt.

## Bemerkungen
Die Heldin öffnet nachts ein catenaccio, also Kettenschloss, was den Tabubruch andeutet, aber im Original nicht konkretisiert ist. Das Gedicht lautet: „O bello figlio mio, se lo sapesse mamma mia, 'n conca d'oro te lavarria, 'n fasce d'oro te 'nfasciarria, e si maie gallo cantasse, mai da te me partarria!“ Märchenhafterweise findet die Tugendsame nicht nur einen geheimen Palast, sondern kommt durch ihren unbeabsichtigten Schnitzer zur Mutter des Prinzen, die ihn gleich erlöst. Die Handlung ähnelt Amor und Psyche und bei Basile V,4 Der goldene Stamm. Rudolf Schenda nennt für die kanonische Erzählfolge der Reise als Strafe und Geburt am Hof des nachts erscheinenden Prinzen verschiedene italienische Varianten, u. a. König Stieglitz bei Gonzenbach, Nr. 15. Vgl. bei Grimm Das singende springende Löweneckerchen, Der Eisenofen bzw. Die drei Männlein im Walde, Die weiße und die schwarze Braut.